# Ойо (штат)
Штат Ойо (англ. Oyo, йоруба Ọyọ) — розташований на південному заході Нігерії. Адміністративний центр — місто Ібадан.

## Географічне положення
Загальна площа штату приблизно 28 454 км² (займає 14-те місце серед нігерійських штатів). Ландшафт — переважно гори і плоскогір'я (від 500 метрів над рівнем моря на півдні до 1219 метрів на півночі).
Великі річки: Огун, Обоє, Ойян, Отин, Офики, Саса, Вони, Осун.
Природні об'єкти: Старий національний парк Ойо, де є первинна область розселення вовка строкатого, що перебуває під загрозою зникнення.

## Історія
Ібадан був адміністративним центром Західного регіону.
У 1948 році в Ібадані відкрили Ібаданський університет, один з перших вишів у Західній Африці. Штат утворено в 1976 на базі Західного штату. У 1991 році від штату Ойо відокремили штат Осун.

## Населення
Більшість населення штату — етнос йоруба (субетнічні групи — ойо, ібадан, ібарапас)
Великі міста — Ібадан, Ісейин, Огбомошо, Ойо.

## Адміністративний поділ
Адміністративно штат ділиться на 33 ТМУ:
- Akinyele
- Afijio
- Egbeda
- Ibadan North
- Ibadan North - East
- Ibadan North - West
- Ibadan South - West
- Ibadan South - East
- Ibarapa Central
- Ibarapa East
- Ido
- Irepo
- Iseyin
- Kajola
- Lagelu
- Ogbomosho North
- Ogbomosho South
- Oyo West
- Atiba
- Atisbo
- Шаки
- Saki East
- Itesiwaju
- Iwajowa
- Ibarapa North
- Olorunsogo
- Oluyole
- Ogo Oluwa
- Surulere
- Orelope
- Ori Ire
- Oyo East
- Ona Ara